# 南本牧埠頭
南本牧埠頭（みなみほんもくふとう）は、神奈川県横浜市の横浜港の埠頭の一つ。横浜市中区南本牧に位置する。

## 沿革
コンテナ船の大型化に対応した大水深・高規格のコンテナターミナルを構築するため、1990年に着工。2001年4月にMC-1･2コンテナターミナルの供用を開始した。2007年にはMC-3ターミナルを着工。2013年の供用開始を目指していたが、供用開始は2015年となった。2013年からはMC-4ターミナルを着工している。

## 地理
本牧地区南東の豊浦町地先に、「コ」の字型の埋立地として造成された。コンテナバースは「コ」の字の内側に設けられる。東側には港湾関連施設が計画され、外周部の一部は緑地帯となる。横浜市の廃棄物最終処分場として、埋立には建設発生土や浚渫土のほか廃棄物や汚泥が使われる。東京電力福島第一原子力発電所事故後、放射性セシウムを含む下水汚泥焼却灰の埋立処分が検討されたが、市民の反対により凍結されている。
本牧埠頭からは3kmほど離れている。本牧地区・国道357号方面との間は南本牧大橋で結ばれているが、交通量増加を見込み、本牧埠頭との間に臨港道路「南本牧はま道路」が整備され、首都高速湾岸線東京方面のランプ（南本牧ふ頭出入口）も設けられた（2017年3月4日開通）。

## 港湾機能
計画総面積は216.9haで、2008年4月までに供用開始した埠頭面積は11.1ha。水深16m、延長350mの岸壁2バース（MC-1･2）に加え、水深18m、延長400mの岸壁を持つMC-3ターミナルが2013年から供用済み（いずれも横浜港埠頭株式会社が管理）。2016年2月段階の埠頭面積は120ha。さらに水深18m、延長500mの規模のMC-4ターミナルの整備が進められている。MC-1と2には各3基、MC-3には4基のメガガントリークレーンが設置されており、横浜市港湾局によればこのガントリークレーンは世界最大級のものである。
2005年の貨物取扱量は1083万トンで、コンテナ取扱個数は横浜港全埠頭の約27%に当たる762,596TEUであった。